# Ayrton Cougo
Carlos Ayrton Cougo Rivero (Melo, 15 giugno 1996) è un calciatore uruguaiano, centrocampista del Progreso.

## Caratteristiche tecniche
È un esterno sinistro.

## Carriera

### Club
Cresciuto nel settore giovanile del Defensor Sporting, ha esordito il 4 febbraio 2016 in occasione del match di campionato perso 3-1 contro il Racing Montevideo.

## Palmarès

### Competizioni nazionali
- Copa Paraguay: 1

Libertad: 2019
- Campionato paraguaiano: 1

Libertad: 2021 Apertura